# 费利切门
费利切门（Porta Felice）是巴勒莫的一个门。
费利切门是从海上进入巴勒莫的门户，正对着城市主轴线之一卡萨罗（Cassaro），即埃马努埃莱街（Corso Vittorio Emanuele）。
费利切门得名于西班牙总督的妻子唐娜·费利切·奥西尼，在1581年，总督决定为卡萨罗建立一个巨大的入口，扩展到大海中。这座门由两个巨大的塔楼组成，由马里亚诺·斯米里利奥设计，工程一直持续到1637年。由于时间持续较长，其立面风格也发生了变化：俯瞰大海的一座灰色大理石塔楼为典型的文艺复兴风格，而另一座的特点更接近于巴洛克风格。
费利切门在二战中遭到轰炸，右塔几乎完全被毁，经过仔细修复，已经恢复大门昔日的辉煌。